# Чарлс Бари
Чарлс Бари (енгл. Charles Barry; 23. мај 1795 — 12. мај 1860) био је енглески архитекта, најпознатији по изградњи Вестминстерске палате у Лондону, као и нека друга значајна места у Уједињеном Краљевству.

## Почетак каријере
Чарлс Бари био је рођен у Бриџ Стриту, Вестминстер, као син Волтера Едварда Барија. Школовао се у приватном училишту у Хоумртон и Асплеј. Након смрти његовог оца, наследио је суму новца која му је омогућила да путује по целом Медитерану и Блиском истоку, од 28. јуна 1817. до августа 1820. године. У току те године посетио је Француску, Италију, Грчку, Турску, Египат, Палестину (денашњи Израел) и Сирију, затим Сицилију и назад се вратио преко Италије и Француске. Његова посета ових земања, посебно Италије, дале су му огромну инспирацију да постане архитекта.

## Први успеси
Први велики посао додељен му је 1824. године за краљску манчестерску институцију за промоцију литературе, науке и уметности (данас део Манчестерске уметничке галерије). Након овога уследило је неколико цркви у Манчестеру, укључујући и цркву свих светитеља, која је била срушена 1854. године. Једно од првих великих Беријевих дела била је црква црква Светог Петра у Бригтону, када је употребио новиготски стил.

## Дом парламента
Након пожара и разарања већег дела Вестминстерске палате, била је покренута иницијатива за њено реновирање. 1836 године, након анализе 97 конкурентских предлога, краљевска комисија је изабрала готски стил Чарлса Барија. Камен-темељац био је постављен 1840, канцеларија управника била је завршена 1847, а зграда доњег дома 1852 године. Због тога, Бари је био проглашен за витеза. Иако је већи део посла био заврешен до 1860, конструкција је била завршена деценију касније. Чарлс Бари, чији архитектонски стил је би више класичан од готског, чврсто се ослањао на Огастаса Пуџина за раскошни и карактеристичи готски ентеријер, укључујући тапете, гравуре, витраже и мебел, као и престоли и краљевски сводови.
Чарлс Бари је умро 12. маја 1860.. године, и био сахрањен у Вестминстерској опатији.